# Dominique Deruddere
Dominique Deruddere, né le 15 juin 1957 à Turnhout (Belgique), est un réalisateur, acteur, producteur et scénariste de cinéma.

## Biographie
Dominique Deruddere grandit près de la base militaire belge de Bourg-Léopold et réalise comme étudiant plusieurs courts métrages avec Marcel Vanthilt, mais débute vraiment sa carrière cinématographique en 1981, comme second assistant de Hugo Claus sur le film Vrijdag, puis en 1983 comme scénariste pour le film Brussels by Night de Marc Didden. Deux ans plus tard, il joue comme acteur dans un autre film du même réalisateur, Istanbul.

## Filmographie

### Comme réalisateur
- 1987 : L'amour est un chien de l'enfer (Crazy Love)
- 1989 : Bandini
- 1994 : Suite 16
- 1997 : Hombres Complicados, avec Josse De Pauw
- 2000 : Everybody Famous (Iedereen Beroemd!)
- 2004 : Pour le plaisir
- 2005 : Die Bluthochzeit (De Bloedbruiloft)
- 2007 : Firmin
- 2014 : L'Amour à vol d'oiseau (Flying Home)
- 2020 : Charlatan (documentaire)
- 2023 : The Chapel

### Comme acteur
- 1985 : Istanbul de Marc Didden avec également comme acteur Brad Dourif
- 1999 : La Patinoire de Jean-Philippe Toussaint

### Comme scénariste
- 1983 : Brussels by Night

### Comme directeur de la photographie
- 1979 : Les Cobayes (De proefkonijnen) de Guido Henderickx

## Récompenses et distinctions
- Festival de San Sebastián 1987 : Meilleur réalisateur pour L'amour est un chien de l'enfer
- Joseph Plateau Awards 1987 : Meilleur réalisateur et Meilleur film pour L'amour est un chien de l'enfer